# Орлово-Кубанский
Орло́во-Куба́нский — посёлок в Староминском районе Краснодарского края.
Входит в состав Канеловского сельского поселения.

## Транспорт
Железнодорожная станция Орловка-Кубанская Северо-Кавказской железной дороги (код 51574).

## Население
В поселке живут около 350 человек, большинство из них пенсионеры.

## Социальная сфера
В посёлке имеется фельдшерско-акушерский пункт.
В поселке имеется детский сад. Так же есть клуб в котором периодически проходят культурные мероприятия, организованные при помощи отдела культуры Староминского района, с участием приезжих артистов.